# Allium kayae
Allium kayae — вид трав'янистих рослин родини амарилісові (Amaryllidaceae), поширений у Туреччині.

## Опис
Цибулина невелика, яйцеподібно-круглої форми діаметром 1–1.5(2) см; зовнішні оболонки сіруваті. Стебло 30–40(60) см. Листя зазвичай в'яне до часу цвітіння, 2–3, вкриває нижню третину до половини стебла, лінійне, шириною 1–2 мм, гладке. більш-менш сферичний, кулястий, (1.5)2–3(4) см діаметром, щільний і багатоквітковий. Оцвітина циліндрична або дзвоникоподібна, сегменти трояндово рожеві або блідо-пурпурові, серединна жилка темніша, 3–4 мм завдовжки. Пиляки ≈ 1-1.25 см, у висушених матеріалах бардового кольору. Зав'язь куляста. Коробочка куляста, 2.5–3 мм; насіння чорне, завдовжки ≈ 2 мм.

## Поширення
Поширений у Туреччині.